# Имекур
Имеку́р (фр. Imécourt) — коммуна во Франции, находится в регионе Шампань — Арденны. Департамент коммуны — Арденны. Входит в состав кантона Бюзанси. Округ коммуны — Вузье.
Код INSEE коммуны — 08233.
Коммуна расположена приблизительно в 200 км к востоку от Парижа, в 65 км северо-восточнее Шалон-ан-Шампани, в 50 км к юго-востоку от Шарлевиль-Мезьера.

## Население
Население коммуны на 2008 год составляло 62 человека.
| 1962 | 1968 | 1975 | 1982 | 1990 | 1999 | 2008 |
| ---- | ---- | ---- | ---- | ---- | ---- | ---- |
| 74   | 99   | 86   | 67   | 69   | 61   | 62   |

## Экономика
В 2007 году среди 35 человек в трудоспособном возрасте (15—64 лет) 30 были экономически активными, 5 — неактивными (показатель активности — 85,7 %, в 1999 году было 70,3 %). Из 30 активных работали 25 человек (16 мужчин и 9 женщин), безработных было 5 (4 мужчины и 1 женщина). Среди 5 неактивных 1 человек был учеником или студентом, 2 — пенсионерами, 2 были неактивными по другим причинам.